# ابو کبیر
شهر ابو کبیر (به عربی: أبو کبیر) در استان شرقیه در کشور مصر واقع شده‌است. جمعیت این شهر ۱۰۶٫۰۵ نفر است.